# Аспарухово (Плевенская область)
Аспарухово (болг. Аспарухово) — село в Болгарии. Находится в Плевенской области, входит в общину Левски. Население составляет 606 человек.

## Политическая ситуация
В местном кметстве Аспарухово, в состав которого входит Аспарухово, должность кмета (старосты) исполняет Христо Йорданов Атанасов (Болгарский земледельческий народный союз (БЗНС)) по результатам выборов.
Кмет (мэр) общины Левски — Георги Евлогиев Караджов (коалиция в составе 3 партий; Демократы за сильную Болгарию (ДСБ), ВМРО — Болгарское национальное движение, Земледельческий народный союз (ЗНС)) по результатам выборов.